# Thriambus obscurella
Thriambus obscurella är en insektsart som först beskrevs av Victor Lallemand 1925.  Thriambus obscurella ingår i släktet Thriambus och familjen sporrstritar. Inga underarter finns listade i Catalogue of Life.